# Nuôi ong

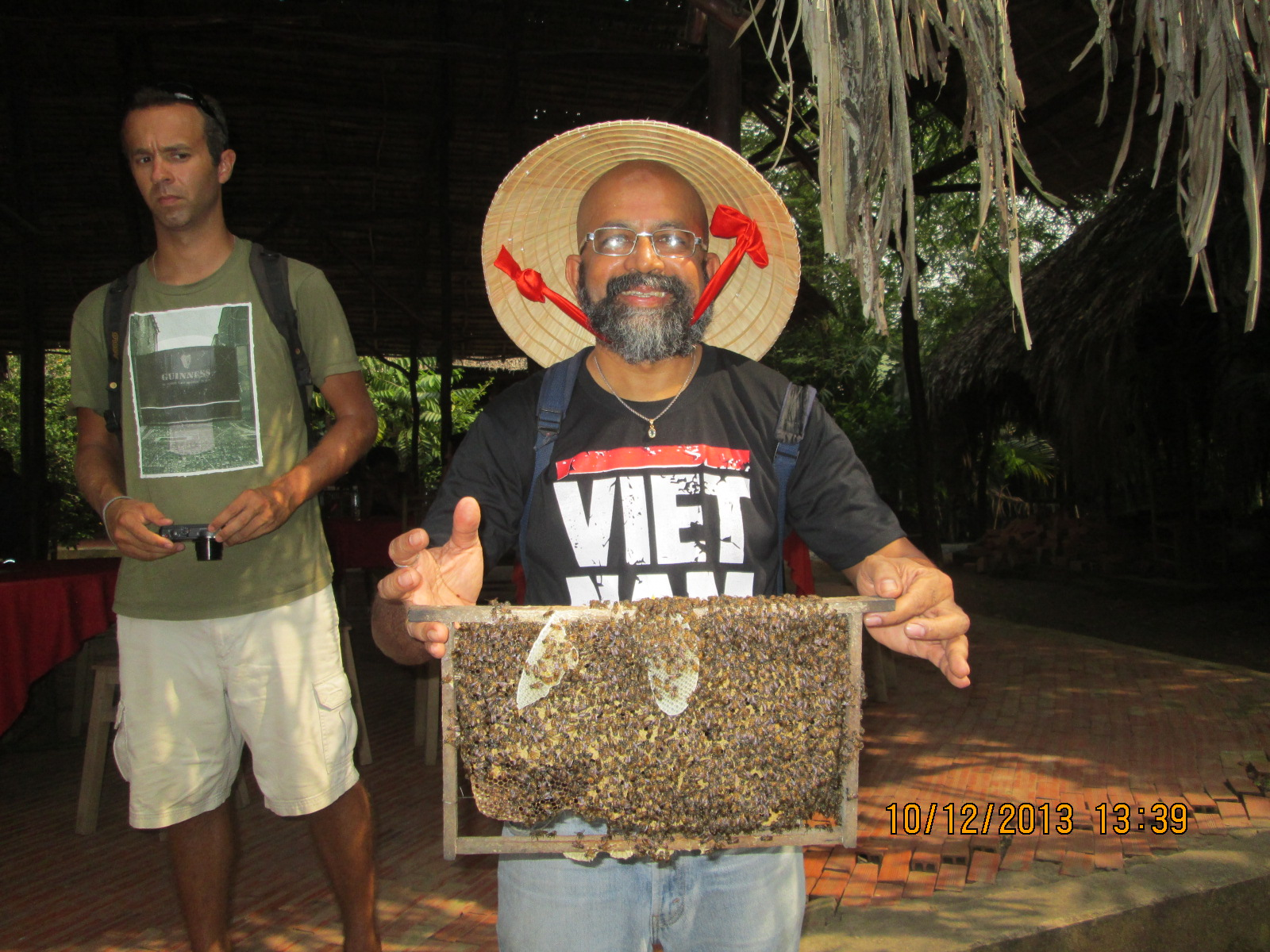
Nuôi ong nội ở Bến Tre

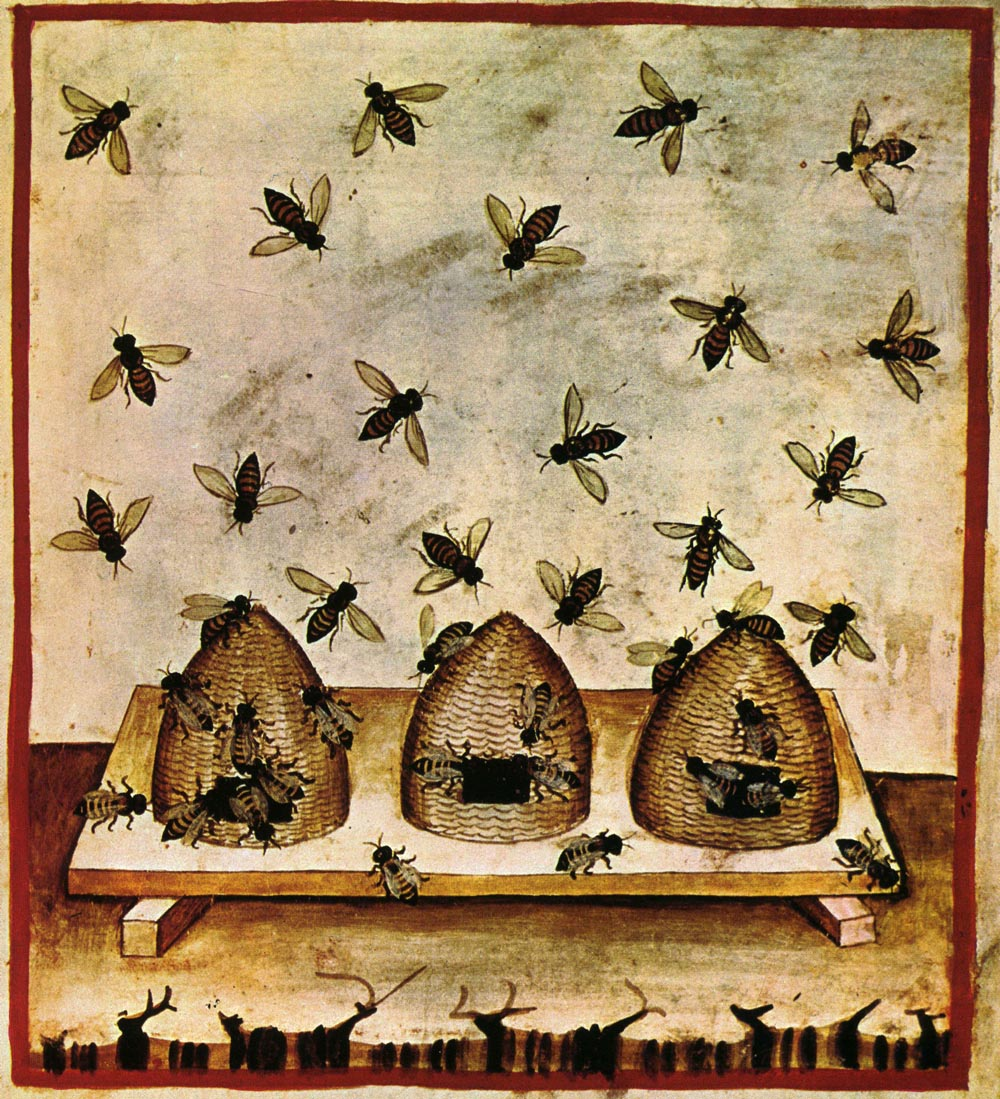
Nuôi ong,casanatensis tacuinum sanitatis (thế kỷ 14)

Hình ảnh người đi tìm mật ong được mô tả trong một bức tranh hang động 8000 năm tuổi ở gần Valencia, Tây Ban Nha

Nuôi ong là việc con người duy trì những đàn ong mật, thường là trong các tổ ong. Người nuôi ong sẽ thu được mật ong và các sản phẩm khác như phấn hoa, keo ong, sáp ong, sữa ong chúa; ngoài ra mục đích của việc nuôi ong còn là để thụ phấn cho cây trồng hoặc tạo ra đàn ong mới để bán cho người nuôi ong khác.

## Khởi nguyên
Có trên 20.000 loài ong dại. Nhiều loài sống đơn độc trong khi nhiều loài khác nuôi những con nhỏ tạo thành những bầy đàn (ví dụ ong nghệ). Nuôi ong liên quan đến việc quản lý khéo léo các loài ong sống theo bầy, mà bầy đàn đó có thể có đến 100.000 cá thể. Ở châu Âu và Hoa Kỳ, loài ong được nuôi phổ biến là ong mật phương Tây (Apis mellifera).